# Беленешть (Молдова)
Беленешть (рум. Bălănești) — село у Ніспоренському районі Молдови. Адміністративний центр однойменної комуни, до складу якої також входить село Геурень.

## Населення
За даними перепису населення 2004 року у селі проживали 2204 особи.
Національний склад населення села:
| Національність       | Кількість осіб | Відсоток   |
| -------------------- | -------------- | ---------- |
| молдавани румуни     | 2163 15        | 98,1% 0,7% |
| росіяни              | 15             | 0,7%       |
| гагаузи              | 4              | 0,2%       |
| українці             | 3              | 0,1%       |
| болгари              | 1              | < 0,1%     |
| інша / без відповіді | 3              | 0,1%       |
| Всього               | 2204           | 100%       |